# Audiencia Provincial de Toledo
La Audiencia Provincial de Toledo es el máximo órgano judicial de la provincia de Toledo (España).
Conoce de asuntos civiles y penales. Cuenta con dos secciones: civil-penal número 1 y civil-penal número 2.
Tiene su sede en el Palacio de Justicia de Toledo situado en la plaza del Ayuntamiento de la capital toledana. El actual presidente de la Audiencia Provincial de Toledo es, desde 2019, Juan Ramón Brigidano Martínez.